# Dominique Stark
Dominique Stark (* 20. November 1988 in Lugano) ist ein ehemaliger Schweizer Bahn- und Strassenradrennfahrer.
Dominique Stark wuchs in Horgen auf und begann sein Radtraining im Veloclub Horgen. Er ist ein Enkel des ehemaligen Radrennfahrers René Strehler.
2007 gewann er bei den «Drei Tagen von Aigle» die Einerverfolgung und zusammen mit Franco Marvulli die Gesamtwertung. In der Saison 2008 wurde er in Zürich Schweizer Meister in der Mannschaftsverfolgung und im Zweier-Mannschaftsfahren mit Franco Marvulli. 2009 ging Stark für das Schweizer Continental Team Atlas Romer’s Hausbäckerei an den Start.
Ende April 2012 gab Dominique Stark seinen sofortigen Rücktritt vom Leistungssport bekannt.

## Erfolge
2006
- Schweizer Meisterschaft – Madison

2007
- Drei Tage von Aigle Madison (mit Franco Marvulli), Verfolgung
- Schweizer Meister – Einerverfolgung
- Schweizer Meisterschaft – Madison
- Liechtensteiner Meisterschaft – Einzelzeitfahren

2008
- Schweizer Meister – Mannschaftsverfolgung (mit Alexander Aeschbach, Franco Marvulli und Bernhard Oberholzer)
- Schweizer Meister – Madison (mit Franco Marvulli)
- Schweizer Meisterschaft – Einzelzeitfahren (U23)

2009
- Schweizer Meister – Mannschaftsverfolgung (mit Alexander Aeschbach, Claudio Imhof und Bernhard Oberholzer)

2010
- Schweizer Meister – 1000-Meter-Zeitfahren
- Schweizer Meister – 4000-Meter-Einerverfolgung
- Schweizer Meisterschaft – Madison

2011
- Schweizer Meister – 1000-Meter Einerverfolgung

## Teams
- 2009 Atlas Romer’s Hausbäckerei